# Bertram Mills
Bertram Wagstaff Mills (Londra, 11 agosto 1873 – Chalfont St. Giles, 16 aprile 1938) è stato un imprenditore britannico.
Imprenditore circense, è celebre per aver fondato il Bertram Mills Circus. Le sue esibizioni natalizie erano apprezzate dalla famiglia reale inglese. Dopo la sua morte, causata da una polmonite, il circo venne gestito dai figli Cyril e Bernard.